# 존 리처드 그린

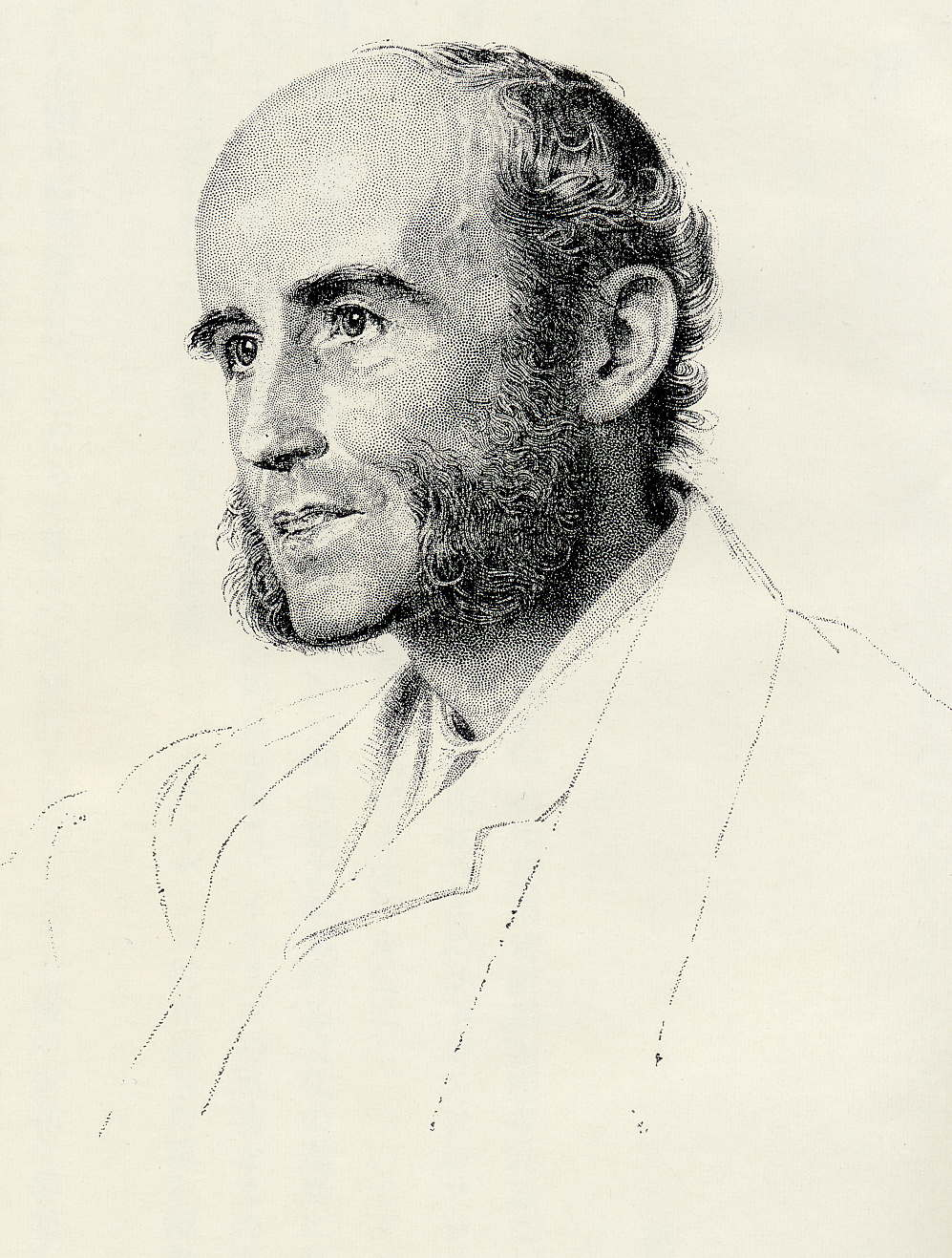
존 리처드 그린의 초상

존 리처드 그린(John Richard Green, 1837년 12월 12일 ~ 1883년 3월 7일)은 영국의 역사가이다.
옥스퍼드에서 태어났으며, 1856년 옥스퍼드 대학교 지저스 칼리지를 졸업하고 성직자가 되었다. 캔터베리 대주교 저택의 도서관 사서로 일하면서 영국의 역사 연구에 몰두하였다. 그의 《영국 국민 소사》(A Short History of the English People)는 영국 국민 발전의 역사를 생생하게 그린 것으로, 오늘에 이르기까지 높은 문학적 가치를 가지고 있다는 평가를 받는다. 멘톤(Mentone)에서 사망하였다.

## 저서 목록
- (1874) A Short History of the English People
- (1880) A History of the English People
- (1881) The Making of England
- (1883) The Conquest of England